# São Carlos Futebol Clube
Il São Carlos Futebol Clube, noto anche semplicemente come São Carlos, è una società calcistica brasiliana con sede nella città di São Carlos, nello stato di San Paolo.

## Storia
Il club è stato fondato il 25 novembre 2004. Ha vinto il Campeonato Paulista Segunda Divisão nel 2005, dopo aver sconfitto in finale l'Osvaldo Cruz, e nel 2015, dopo aver sconfitto in finale il Fernandópolis.

## Palmarès

### Competizioni statali
- Campeonato Paulista Segunda Divisão: 2

2005, 2015